# 조선민주주의인민공화국 중앙은행

조선민주주의인민공화국 중앙은행의 로고

조선민주주의인민공화국 중앙은행(朝鮮民主主義人民共和國 中央銀行, 영어: Central Bank of the Democratic People's Republic of Korea) 또는 조선중앙은행(朝鮮中央銀行)은 조선민주주의인민공화국의 중앙은행이다. 이 은행은 조선민주주의인민공화국 원을 발행한다.

## 역사
1945년 8월 말까지 38선 이북 전 지역을 점령한 소련은 종전의 조선은행 평양지점에 계산소를 설치하였다. 1946년 1월, 소련은 이 계산소와 기타 지역에 있던 조선은행 지점을 바탕으로 조선중앙은행을 설립하였다. 같은 해 8월 발표된 주요산업국유화법에 따라 이 은행은 국유화되고, 1946년 10월 29일에 소련의 관리에서 벗어나 조선중앙은행이 정식 출범하였다.

## 주요 사업
이 은행은 북한의 공식통화인 조선 원을 발행하고 통화관리 등 중앙은행 업무를 맡고 있다. 또한, 일반 주민을 대상으로 한 저금, 기관, 기업소에 대한 대출 등 여러 나라의 시중은행 업무도 동시에 맡고 있다. 그 밖에 보험업, 기관이나 기업소가 관할하는 국영 재산도 관리한다. 외환관리, 대외거래 허가 등 국제업무는 조선무역은행이 전담하고 있기 때문에 조선중앙은행은 주로 내국 금융만을 맡는다.
조선중앙은행은 중국 중앙은행인 중국인민은행과의 합작 은행으로 화려은행을 보유하고 있다.

## 기업체 주민 유휴 화폐 동원 이용 세칙 제정[1]
북한의 상업은행이 아직까지는 불특정 주민들로부터 예금을 수취하여 이를 토대로 조성한 자금을 자금 수요자인 기업에 대한 대출을 하는 전통적인 의미의 상업은행업무를 수행하고 있지는 않고 있음을 알수가 있다는 것이다.
공식은행과 국영 기업의 신인도에 대한 불신이 매우 뿌리 깊은 데 기인하는데 이를 해결하기 위해 돈주와 기업 간 자금 대차 제도를 마련하는 등 금융 중개 기능의 활성화에 노력하고 있음을 알수가 있다.
새로운 제도는 중앙은행의 업무 지시서를 통하여 마련된 것으로 보이며 자금 대차에 적용되는 금리는 중앙 은행이 정한 현금 대부 이자율에 기초하여 계약 당사자(돈주와 기업) 사이에 합의하여 결정토록 하고 있음을 알수가 있다.
또한 만기시 적시 상환을 담보하기 위한 계약 문서 보관 및 공증 기관 등록 및 채무 불이행시 중개 은행을 통한 현금 계좌 압류 및 기본 계좌 선 압수등을 규정하고 있다.
이는 조선민주주의인민공화국이 개인투자를 합법화를 하였으며 이를 기업소법에 명문화를 시킴으로써 영향력을 최대한 줄이고 최대한 부작용이 없게끔 작용을 하고 있음을 알수가 있다는 것이다.

## 역대 은행 총재
- 김찬 : 1946년 ~ 1956년
- 변승우 : 1980년 ~ 미상
- 정성택 : 미상 ~ 2000년
- 김완수 : 2000년 ~ 2009년
- 리광근 : 2009년 ~ 2011년
- 백룡천 : 2011년 3월 ~ 2014년 4월
- 김천균 : 2014년 4월 9일 ~ 2021년 1월
- 채성학 : 2021년 1월 17일 ~ 2023년 9월 27일
- 백민광 : 2023년 9월 27일 ~ 현직

## 화폐
조선민주주의인민공화국은 최대 5000원이고, 최소는 5원인데 모두 지폐로 사용하고 있다.

## 같이 보기
- 한국은행
- 조선민주주의인민공화국의 화폐개혁